# 施禮
施禮（1372年—1445年），字仲節，順天府東安縣人，明朝政治人物。

## 生平
洪武二十九年（1396年）丙子科順天鄉試舉人，洪武三十年（1397年）聯捷丁丑科二甲第二名進士。歷任行人司副，奉命出使交趾，以功升河南布政使司參議，丁母憂去職。服闕，起用為淮安府知府，不久以罣誤謫官，耕讀自給。
永樂年間，起為山東道監察御史，不久召為大理寺右寺丞，擢大理寺少卿。洪熙元年（1425年）擢大理寺卿。宣德二年（1427年），明宣宗命其署理北京行在刑部事，升刑部右侍郎。正統元年（1436年），升行在刑部尚書，不久調任南京刑部尚書。正統十年（1445年）六月卒，年七十三歲。

## 家族
其先丹徒人。父施伯誠，通醫術，洪武初年寓居東安。有子施純。